# Самозащита права
Самозащита права — инициативное, самостоятельное действие лица по недопущению нарушения гражданского права и по уменьшению последствий данного нарушения. Защита прав самого лица, без обращения в компетентные органы.
Такой способ защиты прав как самозащита права предусмотрен статьей 12 Гражданского кодекса РФ. В соответствии со статьей 14 ГК РФ способы самозащиты права должны быть соразмерны нарушению и не должны выходить за пределы действий, необходимых для его пресечения.
Существует несколько точек зрения в отношении самозащиты права. В рамках первого подхода под самозащитой понимаются действия, направленные на защиту от нарушения своих гражданских прав только во внедоговорных отношениях. Так, В. П. Грибанов указывал, что «под самозащитой гражданских прав понимается совершение управомоченным лицом не запрещенных законом действий фактического порядка, направленных на охрану его личных или имущественных прав и интересов» (например, установка заборов, замков, охранной сигнализации и т. п.).
Вторая точка зрения[чья?] ограничивает сферу применения самозащиты договорными отношениями. В частности, самозащита может быть осуществлена в форме приостановления встречного исполнения и в форме удержания кредитором вещи, подлежащей передаче должнику.
Согласно третьему подходу, самозащита представляет собой действия, направленные на защиту от нарушения гражданских прав как во внедоговорных, так и в договорных отношениях.
В. А. Слыщенков, например, утверждает, что на стадии, предшествующей судебному разбирательству, претенденты на владение фактически используют многие доступные им средства для сохранения владения в своих руках, не останавливаясь перед применением силы. В этом случае самозащита права является не столько способом защиты права, сколько способом обеспечения подобной защиты, то есть способом сохранения существующего правового положения сторон до момента разрешения спора судом.
В дореволюционном гражданском праве «дозволенное самоуправство» или «самопомощь» определялись как «право самопомощи в целях восстановления юридического положения».
Институт самозащиты достаточно развит в германском праве. Например, если у одного лица находится вещь, принадлежащая другому на праве собственности, и её обладатель собирается завтра уехать из страны и взять эту вещь с собой, то собственник, согласно немецкому праву, используя «самопомощь» (§ 229 ГГУ), может сам забрать спорный предмет даже с применением силы. В немецком праве это носит название «право кулака» — «Faustrecht».